# 芸能界特技王決定戦 TEPPEN
『芸能界特技王決定戦 TEPPEN』（げいのうかいとくぎおうけっていせん テッペン）は、フジテレビ系列にて2010年から不定期放送されている日本のバラエティ番組。芸能人が一芸を披露する趣旨の番組としては2010年1月、放送を終了した新春かくし芸大会の要素を引き継いでいる。

## 概要
共通の趣味・特技を持つ4〜10名前後の芸能人が、勝ち残り方式（トーナメント方式）で各競技の『TEPPEN王』ナンバーワンを競う。
2010年8月の第1回以降、毎年正月及び夏期に放送。2014年9月には、初めて秋期及び全編生放送で各競技の現王者と挑戦者が1対1形式で戦った。
2017年9月22日の第15回、2018年1月12日の第16回では19時からの放送となり、関西地区では同時刻に放送されているレギュラー番組『快傑えみちゃんねる』の放送の為、19:57からの放送となり、福岡地区でもえみちゃんねると同時刻に放送されているレギュラー番組『華丸・大吉のなんしようと?』（テレビ西日本）放送のため、関西地区と同じ放送時間となり、他地区より約1時間短い放送時間のため、多くの対決がダイジェストに差し替えられての放送となった。また、北海道地区でも第16回は同時刻に放送されているレギュラー番組『発見!タカトシランド』に、岡山・香川地区でも同時刻に放送されているレギュラー番組『金バク!』の為、東海地区でも「荘だったのか!たけい荘G」放送の為、19:57からの放送となり、関西・福岡地区と同様に多くの対決がダイジェストに差し替えられての放送となった。
2020年9月26日の第21回からはコロナ対策の為にグリーンバックでCGで合成して収録していたが、2022年10月22日の第25回から通常セットで観客を入れての収録を再開した。
なお、2022年10月22日の第25回の放送は本来ならば『土曜プレミアム』枠にて21:00-23:10での放送予定であったが、直前に放送していた『SMBC日本シリーズ2022第1戦、ヤクルト vs オリックス』の中継が95分延長したことに伴い95分繰り下げの22:35-24:45での放送となった。

## 出演者

### 司会
- ネプチューン
  - 名倉潤
  - 原田泰造[5]
  - 堀内健
- 高島彩（第1 - 3、5・6回）
- 加藤綾子（第4・7・16 - 18回）
- 山﨑夕貴（第8・13回 - ）
- 久慈暁子（第19回）
- 永島優美（第20回）
- 井上清華（第21回）
- 鈴木唯　（第22 - 26回）
- 松本若菜（第27回 - ）

### 競技実況（水泳50m自由形・剣道・卓球・アームレスリング部門のみ）
- 伊藤利尋

### ナレーション
- 千葉繁
- ゴブリン
- 大塚明夫

## ピアノ対決
ほぼ毎回開催されている番組の代表的な競技。
2016年9月16日放送の第13回は準決勝のみ放送。決勝は2017年1月13日の第14回で放送。
第4回、第6回、第8回、第17回での実施はなし。
| 回数   | 放送日                    | 出場者                | 出場者 | 出場者 |
| 回数   | 放送日                    | 優勝者                | 他の決勝進出者 | 他の出場者 |
| ------ | ------------------------- | --------------------- | --- | --- |
| 第1回  | 2010年8月3日 （火曜日）   | さゆり                | クロちゃん、里田まい、椿姫彩菜、ふかわりょう | クロちゃん、里田まい、椿姫彩菜、ふかわりょう |
| 第2回  | 2011年1月4日 （火曜日）   | さゆり                | 青木さやか、イモトアヤコ、岡本玲、 ふかわりょう、ミッツ・マングローブ                                                                                              | 青木さやか、イモトアヤコ、岡本玲、 ふかわりょう、ミッツ・マングローブ                                                                                              |
| 第3回  | 2012年1月7日 （土曜日）   | 松井咲子              | 森崎友紀 | さゆり、假屋崎省吾、岡本玲 |
| 第5回  | 2013年1月5日 （土曜日）   | さゆり                | 松井咲子 | 青木さやか、菊地亜美、森崎友紀 |
| 第7回  | 2014年1月4日 （土曜日）   | 松井咲子              | さゆり | 生田絵梨花、脊山麻理子、森保まどか |
| 第9回  | 2014年9月27日 （土曜日）  | さゆり                | 松井咲子 | 松井咲子 |
| 第10回 | 2015年1月4日 （日曜日）   | さゆり                | 青木さやか、森保まどか、 松本明子、はるな愛、松井咲子 | 青木さやか、森保まどか、 松本明子、はるな愛、松井咲子 |
| 第11回 | 2015年10月30日 （金曜日） | 森保まどか            | 松井咲子、森崎友紀 | ふかわりょう、長野美郷、 山路徹、岩井勇気、さゆり |
| 第12回 | 2016年1月15日 （金曜日）  | こまつ                | 松井咲子、長野美郷 | 岡副麻希、森保まどか、 さゆり、杉尾真、有村昆 |
| 第13回 | 2016年9月16日 （金曜日）  | 松井咲子              | 村上奈菜、岡副麻希、 山口めろん、こまつ、 永里亜紗乃 | 大石絵理、餅田コシヒカリ、さゆり、 長野美郷、杉尾真、渡辺早織 |
| 第14回 | 2017年1月13日 （金曜日）  | 松井咲子              | 村上奈菜、岡副麻希、 山口めろん、こまつ、 永里亜紗乃 | 大石絵理、餅田コシヒカリ、さゆり、 長野美郷、杉尾真、渡辺早織 |
| 第15回 | 2017年9月22日 （金曜日）  | 杉浦みずき            | こまつ、長野美郷、岩渕葵、 アレックス・JD、山口めろん | 森保まどか、千須和侑里子、さゆり、 五月千和加、松井咲子、西岡健吾                                                                                                  |
| 第16回 | 2018年1月12日 （金曜日）  | 山口めろん            | 石綿日向子、花田優里音、 こまつ、匠 | 杉浦みずき、ふかわりょう、 森保まどか、大石絵里、松井咲子 |
| 第18回 | 2019年1月11日 （金曜日）  | ミッキー吉野          | 大石絵理、岡副麻希、酒井千佳、五月千和加、翠千賀、 ダイアモンド☆ユカイ、Toshl、野中美希、パーマ大佐、ふかわりょう、 まとばゆう、みうらうみ、翠千賀、餅田コシヒカリ | 大石絵理、岡副麻希、酒井千佳、五月千和加、翠千賀、 ダイアモンド☆ユカイ、Toshl、野中美希、パーマ大佐、ふかわりょう、 まとばゆう、みうらうみ、翠千賀、餅田コシヒカリ |
| 第19回 | 2019年8月9日 （金曜日）   | 松井咲子              | ミッキー吉野、まとばゆう、パーマ大佐、山口めろん、中道詩織、 大石絵理、酒井千佳、みうらうみ、餅田コシヒカリ、横澤夏子                                              | ミッキー吉野、まとばゆう、パーマ大佐、山口めろん、中道詩織、 大石絵理、酒井千佳、みうらうみ、餅田コシヒカリ、横澤夏子                                              |
| 第20回 | 2020年1月25日 （土曜日）  | 松井咲子              | まとばゆう、パーマ大佐、 森保まどか、こまつ、山口めろん | まとばゆう、パーマ大佐、 森保まどか、こまつ、山口めろん |
| 第21回 | 2020年9月26日 （土曜日）  | ハラミちゃん          | 杉浦みずき、松井咲子、まとばゆう、酒井千佳、大石絵里、 雨宮由乙花、みうらうみ、ゆりやんレトリィバァ                                                                | 杉浦みずき、松井咲子、まとばゆう、酒井千佳、大石絵里、 雨宮由乙花、みうらうみ、ゆりやんレトリィバァ                                                                |
| 第22回 | 2021年1月30日 （土曜日）  | ハラミちゃん          | 伊藤詩乃、後藤理花、松井咲子、森保まどか、 こまつ、山口めろん、ゆりやんレトリィバァ                                                                                | 伊藤詩乃、後藤理花、松井咲子、森保まどか、 こまつ、山口めろん、ゆりやんレトリィバァ                                                                                |
| 第23回 | 2021年10月9日 （土曜日）  | 伊藤詩乃              | カニササレアヤコ、後藤理花、佐藤たかみち、 新條由芽、杉浦みずき、ぴあの男子ゆうちゃん、 松井咲子、まなまる、ムック                                                 | カニササレアヤコ、後藤理花、佐藤たかみち、 新條由芽、杉浦みずき、ぴあの男子ゆうちゃん、 松井咲子、まなまる、ムック                                                 |
| 第24回 | 2022年2月5日 （土曜日）   | 伊藤詩乃              | 五条院凌、後藤理花、杉浦みずき、ぴあの男子ゆうちゃん、 松井咲子、みやけん、ムック                                                                                  | 五条院凌、後藤理花、杉浦みずき、ぴあの男子ゆうちゃん、 松井咲子、みやけん、ムック                                                                                  |
| 第25回 | 2022年10月22日 （土曜日） | 五条院凌              | 遠坂めぐ、杉浦みずき、鈴木ゆうは、野澤しおり、 ぴあの男子ゆうちゃん、山口めろん、yuma                                                                              | 遠坂めぐ、杉浦みずき、鈴木ゆうは、野澤しおり、 ぴあの男子ゆうちゃん、山口めろん、yuma                                                                              |
| 第26回 | 2023年2月4日 （土曜日）   | 赤チーム （五条院凌） | 青チーム：遠坂めぐ、杉浦みずき、ぴあの男子ゆうちゃん、松井咲子 赤チーム：五条院凌、しずりん、鈴木ゆうは、野澤しおり                                                | 青チーム：遠坂めぐ、杉浦みずき、ぴあの男子ゆうちゃん、松井咲子 赤チーム：五条院凌、しずりん、鈴木ゆうは、野澤しおり                                                |
| 第27回 | 2023年8月12日 （土曜日）  | なのはな              | よみぃ、小林萌花、 スミワタル | 小玉ひかり、望月琉叶、綺咲愛里、コルファー・ジュリア、 泉水はる佳、勝野健、石井ひなこ、都留拓也                                                                    |
| 第28回 | 2024年1月13日 （土曜日）  | そうちゃん            | 松井咲子、遠坂めぐ、よみぃ、なのはな、杉浦みずき、 野澤しおり、小林萌花、小玉ひかり、ヒビキpiano                                                                   | 松井咲子、遠坂めぐ、よみぃ、なのはな、杉浦みずき、 野澤しおり、小林萌花、小玉ひかり、ヒビキpiano                                                                   |
| 第29回 | 2024年8月10日 （土曜日）  | よみぃ                | ikurapiano、小雨、五条院凌、小林萌花、そうちゃん、 たっぴくん、なのはな、野澤しおり、黒瀬ひな                                                                      | ikurapiano、小雨、五条院凌、小林萌花、そうちゃん、 たっぴくん、なのはな、野澤しおり、黒瀬ひな                                                                      |
| 第30回 | 2025年2月15日 （土曜日）  | そうちゃん            | ikurapiano、なのはな、野澤しおり、 Haru、目加田美桜、よみぃ、渡辺そら                                                                                              | ikurapiano、なのはな、野澤しおり、 Haru、目加田美桜、よみぃ、渡辺そら                                                                                              |

## 出場者（部門別、ピアノ以外）
| 回数   | 放送日                    | 競技                   | 出場者                 | 出場者 |
| 回数   | 放送日                    | 競技                   | 優勝者                 | 他の出場者 |
| ------ | ------------------------- | ---------------------- | ---------------------- | --- |
| 第1回  | 2010年8月3日 （火曜日）   | 卓球                   | 福澤朗                 | 猫ひろし、三田村邦彦、後藤淳平 |
| 第1回  | 2010年8月3日 （火曜日）   | 剣道                   | 金田哲                 | 長谷川初範、深沢邦之、山崎邦正 |
| 第1回  | 2010年8月3日 （火曜日）   | 絵画                   | 山崎静代               | エスパー伊東、川島明、鉄拳、中田敦彦 |
| 第2回  | 2011年1月4日 （火曜日）   | 剣道                   | 金田哲                 | チャンカワイ、内藤大助、原口あきまさ、 原田龍二、深沢邦之、脇知弘 |
| 第2回  | 2011年1月4日 （火曜日）   | 腕相撲                 | ボビー・オロゴン       | HIRO、伊達みきお、中野裕太、 ガリ中島、くまだまさし、アントキの猪木、 野村将希、山崎昇、脇知弘、飯沼誠司、 レッド吉田、ダンテ・カーヴァー、石丸謙二郎、 パッション屋良、福島善成 |
| 第2回  | 2011年1月4日 （火曜日）   | 絵画                   | 山崎静代               | 肥後克広、レイザーラモンHG、本村健太郎、パパイヤ鈴木 |
| 第2回  | 2011年1月4日 （火曜日）   | 卓球                   | 福澤朗                 | 猫ひろし、石井正則、今野浩喜 |
| 第3回  | 2012年1月7日 （土曜日）   | 剣道                   | 原口あきまさ           | 敦士、インジュン（大国男児） 、野澤亘伸、金田哲 |
| 第3回  | 2012年1月7日 （土曜日）   | 腕相撲                 | ボビー・オロゴン       | アントキの猪木、中村昌也、野村将希、 パッション屋良、保阪尚希、武蔵、武蔵丸光洋                                                                                                  |
| 第3回  | 2012年1月7日 （土曜日）   | けん玉                 | 箕輪はるか             | 石田明、小島よしお、若林豪、ワッキー |
| 第4回  | 2012年6月16日 （土曜日）  | 書道                   | 仁藤萌乃               | 磯野貴理子、皆藤愛子、生野陽子、 坪倉由幸、森崎友紀、山根良顕、若林豪 |
| 第4回  | 2012年6月16日 （土曜日）  | 100メートル走          | ダンテ・カーヴァー     | 佐野岳、JUNO、なかやまきんに君、 堀井新太、マサナカジマ、山口純、ワッキー |
| 第4回  | 2012年6月16日 （土曜日）  | ビリヤード             | 金子昇                 | 赤坂泰彦、金子賢、神奈月、劇団ひとり |
| 第5回  | 2013年1月5日 （土曜日）   | 剣道                   | 金田哲                 | 敦士、小川直也、ゴリけん、 チャンカワイ、原口あきまさ |
| 第5回  | 2013年1月5日 （土曜日）   | 100メートル走          | 武井壮                 | 佐野岳、おねだり豊、清水良太郎、 聖也、田村幸士、ダン・アベ、ワッキー |
| 第5回  | 2013年1月5日 （土曜日）   | けん玉                 | 数原龍友               | 石田明、西村知美、箕輪はるか、小野まじめ |
| 第6回  | 2013年6月1日 （土曜日）   | 50m自由形              | 飯沼誠司               | 池岡亮介、榎並大二郎、小林優介、 聖也、坪倉由幸、魔裟斗、森渉 |
| 第6回  | 2013年6月1日 （土曜日）   | UFOキャッチャー        | 福島和可菜             | 市川美織、加藤歩、団長安田 |
| 第6回  | 2013年6月1日 （土曜日）   | ボウリング             | 石原良純               | ガダルカナル・タカ、金子昇、川上麻衣子、 長谷川麻衣、村田雄浩 |
| 第7回  | 2014年1月4日 （土曜日）   | 50m自由形              | 飯沼誠司               | 榎並大二郎、エリック・ニコラス、 坂本一生、聖也、魔裟斗、吉成将、ワッキー |
| 第7回  | 2014年1月4日 （土曜日）   | 剣道                   | 金田哲                 | チャンカワイ、原口あきまさ、 マキタスポーツ、ラジバンダリ西井 |
| 第7回  | 2014年1月4日 （土曜日）   | 書道                   | 松村雄基               | 安座間美優、皆藤愛子、生野陽子、森崎友紀 |
| 第8回  | 2014年7月5日 （土曜日）   | けん玉                 | 数原龍友               | 箕輪はるか、岩野達範、渡辺裕太、石田明 |
| 第8回  | 2014年7月5日 （土曜日）   | 100メートル走          | 加賀谷秀明             | ダン・アベ、八幡幸助、野杁正明、 木下典明、小島権徳、KENZO、武井壮 |
| 第8回  | 2014年7月5日 （土曜日）   | リフティング           | 中村光宏               | 横山愛子、酒井健太、又吉直樹、坪倉由幸 |
| 第9回  | 2014年9月27日 （土曜日）  | クレーンゲーム         | 福島和可菜             | 団長安田 |
| 第9回  | 2014年9月27日 （土曜日）  | 剣道                   | 原口あきまさ           | 金田哲 |
| 第9回  | 2014年9月27日 （土曜日）  | ボウリング             | 村田雄浩               | 石原良純 |
| 第10回 | 2015年1月4日 （日曜日）   | エアホッケー           | ホンジャマカ           | 武井壮&ふなっしーペア |
| 第10回 | 2015年1月4日 （日曜日）   | 剣道                   | 深沢邦之               | チャンカワイ、原口あきまさ、金田哲 |
| 第10回 | 2015年1月4日 （日曜日）   | 卓球                   | 三遊亭小遊三           | 福澤朗 |
| 第11回 | 2015年10月30日 （金曜日） | 書道                   | パックン               | 厚切りジェイソン、春香クリスティーン、 道端アンジェリカ、ダンテ・カーヴァー |
| 第12回 | 2016年1月15日 （金曜日）  | 書道                   | 松村雄基               | 小林綾子、髙田万由子、道端アンジェリカ、NANA |
| 第12回 | 2016年1月15日 （金曜日）  | ベンチプレス           | 榎並大二郎、小島よしお | 塚田僚一、立石諒、滝川英治 |
| 第13回 | 2016年9月16日 （金曜日）  | ベンチプレス           | 魔裟斗                 | 金子賢、小島よしお、佐脇慧一、 羽田圭介、じゅんいちダビッドソン |
| 第14回 | 2017年1月13日 （金曜日）  | 書道                   | ゆりやんレトリィバァ   | 中山秀征、哀川翔、伊藤かずえ、ぺこ |
| 第14回 | 2017年1月13日 （金曜日）  | ダーツ                 | 河合雪之丞             | 立川志らく、堤下敦、 ユージ、野村祐輔、FISHBOY |
| 第15回 | 2017年9月22日 （金曜日）  | 9マス将棋              | 加藤歩                 | 神木隆之介、つるの剛士、森本レオ |
| 第16回 | 2018年1月12日 （金曜日）  | けん玉                 | 三山ひろし             | 箕輪はるか、鈴木福、小島よしお |
| 第16回 | 2018年1月12日 （金曜日）  | 9マス将棋              | 加藤歩                 | 内藤大助、つるの剛士、森下大地 |
| 第17回 | 2018年9月29日 （金曜日）  | ドローン               | バッドナイス常田       | いとうまい子、大倉士門、田中要次、加藤夏希、獣神サンダーライガー、 石田安奈、岩本輝雄、原口あきまさ、堂珍嘉邦、谷+1、最上もが                                                    |
| 第17回 | 2018年9月29日 （金曜日）  | eスポーツ              | レフト鈴木             | 喜矢武豊、じゅんいちダビッドソン、山田親太朗 |
| 第17回 | 2018年9月29日 （金曜日）  | デコレーションスイーツ | 小林豊                 | ギャル曽根、益若つばさ、Toshl |
| 第17回 | 2018年9月29日 （金曜日）  | スラックライン         | 佐藤彩香               | AYA、神田うの、はいだしょうこ、NANA、RENA、アンゴラ村長 |
| 第18回 | 2019年1月11日 （金曜日）  | 書道                   | 伊藤かずえ             | 哀川翔、丘みつ子、尾関梨香、川村エミコ、小柳ルミ子、坪倉由幸 |
| 第18回 | 2019年1月11日 （金曜日）  | ベンチプレス           | 武田真治               | 榎並大二郎、清原博、徳田浩至、なかやまきんに君、魔裟斗 |
| 第19回 | 2019年8月9日 （金曜日）   | ベンチプレス           | 横川尚隆               | 武田真治、武知海青、なかやまきんに君、ボビーオロゴン、みちお |
| 第19回 | 2019年8月9日 （金曜日）   | サーフィン             | 広海                   | 岡副麻希、石倉ノア、土屋アンナ、宮川大輔、コカドケンタロウ、Niki、ほんこん |
| 第20回 | 2020年1月25日 （土曜日）  | 書道                   | 生野陽子               | 松嶋尚美、ぺえ、大久保佳代子、東啓介、伊藤かずえ |
| 第21回 | 2020年9月26日 （土曜日）  | ベンチプレス           | 武田真治               | 横川尚隆、駒場孝、厚切りジェイソン、コージ・トクダ、與那城奨 |
| 第22回 | 2021年1月30日 （土曜日）  | ダンス                 | 浦川翔平               | 川尻蓮、KENZO、佐々木久美、峯岸みなみ、加藤諒 |
| 第23回 | 2021年10月9日 （土曜日）  | ダンス                 | FISHBOY                | 浦川翔平、川尻蓮、佐藤流司、MASA |
| 第24回 | 2022年2月5日 （土曜日）   | ダンス                 | FISHBOY                | 石田亜佑美、かなで、木村柾哉、世界 |
| 第25回 | 2022年10月22日 （土曜日） | ロードレース           | ワタリ119              | おたけ、水谷隼、森本慎太郎、森脇健児、横川尚隆、和田雅成 |
| 第26回 | 2023年2月4日 （土曜日）   | ドラム                 | 佐々木大光             | 香音、久代萌美、菅生新樹、卓也、ムック |
| 第27回 | 2023年8月12日 （土曜日）  |                        |                        | |
| 第28回 | 2024年1月13日 （土曜日）  |                        |                        | |
| 第29回 | 2024年8月10日 （土曜日）  |                        |                        | |
| 第30回 | 2025年2月15日 （土曜日）  |                        |                        | |

## 審査員・解説者
ピアノ部門
- 服部克久
- 米良美一（第1回）
- 綾戸智恵（第2回）
- 中島啓江（第1 - 4、7回）
- 秦万里子（第4回より）
- 川井郁子（第5・6回）
- 松任谷正隆

剣道部門
- 脇本三千雄

卓球部門
- 四元奈生美

絵画部門
- 中尾彬（第1回のみ）
- 江川達也（第2回）
- 八代亜紀
- 山田五郎

書道部門
- 青山浩之
- 金田石城

100m走部門
- 井上悟

ビリヤード部門
- 西尾祐

けん玉部門
- 千葉雄司（第5回）
- 伊藤佑介（第5回、技紹介VTR）

50m自由形部門
- 岩崎恭子（第6回）

UFOキャッチャー部門
- 笹谷崇（第6回）

ボウリング部門
- 渡辺けあき（第6回）

## 主要スタッフ
第30回（2025年2月15日放送）時点のもの。
- ナレーション：大塚明夫（第18-21,23回-）
- 作家：山形遼介（第29回-）、石毛義明
- 協力：フリーピット（第30回）、瀬川由馬（第29回-）、株式会社サンピアノ社（以前はピアノ協力と表示）
- 技術協力：fmt（第5回まではFLT・八峯テレビと表記）、Omnibus Japan（Omni→第17回-）、サンフォニックス（以前はSUNPHONIXと表記）、マルチバックス、TOWER LAB.（TOWER→第29回-）
- リサーチ：池谷諒（第24回-）
- 美術プロデュース：吉田敬（第14回-）
- デザイン：齋田崇史
- アートコーディネーター：村瀬大（第17回までは美術進行）
- 大道具：酒井孝一（第21回-）
- 装飾：百瀬貴弥（第20回-）
- 特殊装置：桑島亮太（第23-25,27回-）
- モニター：大高貢（第21回-、第20回はマルチ）
- メイク：外山隼人（第29回-）
- 収録CG：岩崎奈々（第30回）
- CG：武井裕介（第21回-、第19,20回はCGディレクター）
- TP：山本真吾（第20回-）
- SW：輿水卓（第26,28,30回）
- CAM：稲葉諒祐（第28回-）
- VE：須藤雅則（第30回）
- AUD：佐藤博隆（第20回-）
- LD：河野誠（第24回-）
- EED：村田禪（第30回）
- MA：横井秀也（第30回）
- 音響効果：星裕介（第29回-）
- 広報：斎田悠（第14-16,25回-）、牧野洋平（第30回）
- 編成：木月洋介（第27回-）、加藤愛理（第24回-）
- ラインプロデューサー（第26回-）：荻野美樹（第26回-、第23-25回は制作進行）
- 制作スタッフ（第16回-）：小野髙悠人（第27回-）、平野友誠（第30回）、神田菜月（第30回）、熊崎颯世佳（第29回-）
- AP：岩切主樹（第24-27,29回-）、倉岡健一（第30回）、瀬田真弓（第27回-、第19回は制作スタッフ）、村山友美（第29回-）
- ディレクター：友岡照吾（第30回）、加藤佐英里（第25,27回-）、武田真世（第29回-）、赤坂康一（第29回-）、木村綾乃（第30回）、田中杏（第29回-）
- 制作協力：IVSテレビ制作（第11回-）
- 演出：北村朋広（第29回-、第22-28回はディレクター）
- プロデューサー：高橋陽平（高橋→第15回-）、佐藤基（佐藤→第11回-）、田隝宗昭、渡邊正人（渡邊正→第16回-）
- 監修：吉田正樹
- 総合演出：福浦与一（第1-25,29回、第26-28回は監修）
- チーフプロデューサー：大和田宇一
- 制作著作：ワタナベエンターテインメント、フジテレビ

### 過去
- ナレーション：ゴブリン（第17回まで）、楠見尚己（第22回）、千葉繁
- チーフプロデューサー：小松純也（第1,2回）、宮道治朗（第1,2回）、小仲正重（第6,10-?回）
- プロデューサー：江本薫（第5回まで）、赤池洋文（第6回）、朝倉千代子、和田健（和田→第7回）、森谷香津、石川綾一（石川→第1,2,11回はP、第3-5,7回はCP）、安原勇人（安原→第10回までAP、第11回からP）、今野貴之、深野和伸、大川友也（大川→第10-?回、第1,2回は編成）、久田誠司（久田→第14回）、中間恒、澤井慎幸（澤井→第11-15回）、橋本孔一（第15-17回）、須山由佳子（第17回）、渡邊崇士（第18,22,23回）、菊池吉太郎（第24回、つくりて）
- 総合演出：武田誠司（第10回まで）
- 演出：渡辺将司（第28回まで）
- ディレクター：横山健一、佐藤伸一（第1回）、川田創（第2回）、中澤剛、河井二郎、井上充、當麻晋三、鈴木道正（鈴木→第10回）、大村嘉範（大村→第10回）、神山達也（神山→第10回）、内山大輔（内山→第10-?回）、下田亮太、小林圭子、大田久美子、柳信也、境太資（柳・境→第14,16,17回）、近藤貴浩（第15回）、川崎敬（第15,16回）、柴田玲奈（第15-18回）、松林里奈（第15,18回）、吉田憲祐、木島雄大、小﨑市太郎（吉田〜小﨑→第16回）、矢川東哉（第16,18回）、千頭浩隆（第16,18-20回）、伊藤淳一、山浦太郎（伊藤・山浦→第17回）、武田喜栄（一時離脱►第17-19回）、中村優介（第17-19回）、青木祐太（第17,20-28回）、三瓶翔士（第17-28回）、高戸大悟（第17-19,21-23,25,27,28回）、内藤恵子（第18,19,21-28回、第17回は制作スタッフ）、須原淳一郎、江本俊、竹井卓（須原・江本・竹井→第19回）、兼丸洋介（兼丸→一時離脱►復帰）、藤井美音（第20-22回、第16-19回は制作スタッフ）、山橋愛佳（第21,22回、第17,18,20回は制作スタッフ）、宮田亮慶（第23回）、森脇翼（第23回）、原口拓実（第23,24回）、榛澤祥希、小田義和（榛澤・小田→第24回）、節田紗菜（第25回、第19,24回は制作スタッフ）、橋本雄太（第26回）、葛城美乃（第26回、第25回は制作スタッフ）、滝澤果子（第25-27回）、成田真司（一時離脱►復帰）、三浦洋平（第28回）、齋藤圭吾（第28回）、九重良輔、藤下真以、武井健司（九重・藤下・武井→第29回）
- AP：水畑泉美（第1,2回）、手島正裕、渡邉幸子、小林靖子、田中祐子、表憲児、勝又郁乃（勝又→第6-?回）、尾台優美（第6-15回）、薄木瑠里、見留晴絵（見留→第10-?回）、小澤慧里子、桑原美幸（小澤・桑原→第14回）、小畑未香（第14,15回）、倉橋玲奈（第14-19回）、今村奈津紀、田中美帆（今村・田中→第15,16回）、櫻井亮、浜野美咲（櫻井・浜野→第16回）、杉本莉奈（第17回）、田島謙介（第17,18回）、土井奈緒美（一時離脱►第18回）、重見真信、山崎愛佳（重見・山崎→第19回）、朝倉里菜（第19-23回）、重見真貴（第20回）、山口芳枝（第20-24回）、榎本早希（第21-23,25,26回）、山田寿美香（第24回）、湯田遥水（第15-27回）、山岡恭典（第26,27回）、上原彩子（第27,28回）、星野里佳、中川翔也、福田真琴（以上第28回）
- 一本化：姉崎正広
- Special Thanks：高田圭太（第18回まで）
- 構成：海老克哉（第11回まで）、アリエシュンスケ（第14回）
- 作家：すずきB（第1,2回）、水井心太（第1,2回）、小林学（第1,2回）、村松浩介、秋葉高彰（第10回まで）、林田晋一（第11回まで）、とちぼり元（第28回まで）、藤井靖大（第19-28回）
- リサーチ：ビスポ、スコ－プ、フォーミュレーション、廣瀬仁義（第18-23回）
- FD：鈴木大二郎（第1回）、林浩平（第5回）、登内翼斗（第6-10回）
- 制作スタッフ（第16回-）：西田良平、多胡雄之介、神田啓太、長嶺由一郎（以上第16回）、江﨑恵玲奈（第16-18,20,21,26回、第25回はディレクター）、橋本雄太、長倉智恵、松本弥奈美、目代将人、林朋海（以上第17回）、野村夏帆（第17-19回）、中山晃、渡邊明（以上第18回）、北川文菜、長島明裕（以上第19回）、大﨑大地（第19,20回）、山田寿美香（第20回）、在原佳文子（第21回）、井上杏花（第21,22回）、森浩輔（第22回）、緑川力輝（第21-23回）、髙木春菜（第22-26回）、久保田麗華（第23回）、石井美玖、中村健太（以上第24回）、辻野立征、石井菜摘（以上第25回）、長﨑勇希、関川愛（以上第26回）、桑嶋叶実（第26-28回）、佐藤里奈、米谷優里（以上第27回）、井上旭、宮澤亜弥（以上第27,28回）、吉田茉央（第29回）
- 編成：熊谷剛（第1,2回）、清水泰貴、永竹里早、高瀬敦也、吉田寛生（吉田→第6-10回）、南條祐紀（?-第16回）、橋本英司（第17,18回）、田村優介（第19-26回）
- 美術プロデュース：井上明裕（第1,2回）、桐山三千代（第1,2回はセットデザイン）、豊田亮介（第6-?回）
- 美術進行：足立和彦、服部孝志（服部→第7-9回）、林勇（林→第1,2,6,10回）、中村秀美（第14-16回）
- 大道具：稲本浩、松本達也、大坪信昭(明)（大坪→第6,14-20回）
- アートフレーム：石井智之、十亀明広、三浦文裕（三浦→第6-10,14-18回）
- 持道具：京阪商会
- 装飾：太田博之（第1,2,6,7,10,14-19回）、岡田寿也（第3-5回）
- 衣装：横田尊正、後藤(旧姓：津幡)真優、佐伯優子（佐伯→第16-18回）、宮澤愛（第19-23回）
- メイク：安藤有美（第1,2回）、山田かつら、岡田美喜子、大橋由美子（大橋→第14,15回）、米田萌（第16,22回）、大田知佳（第17,28回）、鈴木奈々（第18回）、市川友理恵（第19,26回）、清家いずみ（第20回）、長谷川杏花（第23回、第21回は杏香名義）、箙あおい（第24回）、太田梨生（第25回）、荒井彩夏（第27回）
- 視覚効果→特殊効果：中溝雅彦（第1,2回）、猪又悟（第6,10回）、倉谷美奈絵（第7-9回）、小熊雅樹、飯塚生臣（飯塚→第14-16回）、菅谷守（第17-20回）
- 特殊装置：後藤佑介（第21回）、日下信二（第22回）
- 電飾：田中信太郎、中みつ子（中→第17回まで）
- アクリル装飾：斉藤祐介（第1,2回）、相原加奈（第10-17回）、谷口航平（第18-24回）、加藤徳格（第25-27回）、犬塚健（第28回）
- 生花装飾：荒川直史
- 植木装飾：野沢園
- CG：山口大樹（第21-24,27,28回、キャニットG）
- CGプロデュース：久保田幸（第17回まで）
- CGディレクター：鈴木鉄平（第18回まで）
- CGデザイン：後藤勝平（デジラ）
- CG制作：小椋直人（ライスフィールド）
- CG製作：ライスフィールド（第19回）
- VIZ：渡邊風太（第21回、第18-20回はCG技術）
- 収録CG：兼口敦音（第27-29回、第22,24-26回は得点CG、第23回は得点CG・VIZ）
- デジデリック：齋藤芳崇
- データ放送：高橋伸介
- TD/SW：勝村信之、永野進、松本英士、斉藤伸介
- TM：高瀬義美
- SW：高瀬和彦（第25回、第14-19回はCAM、第23回はTD/SW）、真野昇太（第27,29回、第21,22,24回はTD/SW）
- CAM：上田容一郎、横山政照、遠藤俊洋、村上信介（第20回）、三村純一（三村→第21-27回、以前も担当）
- VE：南雲幸平、古賀航、真崎晋哉、井上陽介、末永丈士（末永→第2,6,10回）、鈴木貴裕（第14-29回）
- AUD：石川剛、戸田裕生、吉永哲也、鈴木岳登（鈴木→第16,17回）、元山拓巳（第18,19回）
- LD：大野遙平（第1回）、浅沼弘二、奥山大介（奥山→第7回まで）、小熊豊、本澤啓史
- PA：長谷川大輔（第1回）、姫野義和（第2回）、唐松秀弥、鈴木大輔、溝口賢蔵（溝口→第15回）、秋野岳夫（秋野→第14,16-18回）、木戸寛公（第19,20回）
- マルチ：西脇正則（第10回）
- EED：里中恵美子（第2回）、岩崎秀徳、森本高生、小川琢磨、井上真一、檜山勉、岩田明大、江川武尊（岩田・江川→第16回）、筒井公太（第17,19,20,29回）、稲垣浩二（第21,23回）、杉崎康成（第22,24回）、橋田夏美（第25,26回）、永岡大輔（第18,27回）、刀根義道（第28回）
- MA：足達健太郎、小林大介（小林→第22回）、長田浩幸（第23,25-29回、以前も担当）、土屋信（第24回）
- 音響効果：田中寿一・上野大（2人共J-WORKS）、矢部公英、干谷智洋
- TK：槇加奈子（槇→第10回）、松下絵里
- 広報：正岡高子（第1,2回）、鈴木良子（第7回まで）、福﨑康裕（第10-?回）、木場晴香（第17-19回）、神﨑素子（第20-22回）、高橋慶哉（第23,24回）
- デスク：佐熊礼子、渡辺美帆、松尾裕子、保坂恵理子、間谷いづみ
- 協力：メディアプラネット（以前はピアノ協力と表示）、株式会社フィールドデザイン、和輝（第18回）、株式会社コルグ（第20-22回）、BULL JAPAN（第21回）、ROUVY、Wahoo、SUNVOLT、SPECIAL IZED（ROUVY・Wahoo・SUN・SP→第25回）、日本ピアノ調律・音楽学院（日本→以前はピアノ協力と表示）、アートアクアリウム美術館 GINZA（アート→第26回）
- ピアノ協力：ヴィ・スタリアピアノ製作所（第1,2回）、サンピアノ音楽教室（第5回）、SHIBA ENTERPRISE、株式会社河合楽器製作所、東京フィルハーモニー交響楽団
- けん玉協力：公益社団法人日本けん玉協会
- 将棋協力：公益社団法人日本将棋連盟、幻冬舎
- 剣道協力：週刊実話、東京烏山剣友会、東競武道館、八光堂
- 100m走協力：千葉県印西市松山下公園陸上競技場、一般社団法人東京陸上競技協会、柏崎市陸上競技場、柏崎市陸上競技会、中央大学、アリエルトレーディング、Raumstein body、株式会社体育会系
- 水泳協力：静岡県立水泳場
- リフティング協力：球舞
- 書道協力：フィールドデザイン
- ダーツ協力：DARTSLIVE
- ゲーム監修(第24回)：EXS（第24回）
- 資料協力(第25回)：PIXTA、123RF（共に第25回）
- 画像協力：アマナイメージズ（以前は協力と表示）、ゲッティイメージズ、グレートインターナショナル、PIXTA
- 撮影協力：アマーク・ド・パラディ寒海館（第16回、第15回は美術館と表示）
- 衣裳協力：ENFOLD
- 技術協力：田中電設、デジデリック、Rice filed.inc、共同テレビ、共立、ニューテレス、IMAGICA、ヌーベルアージュ、明光セレクト、TBG
- 協力：笑軍様、エスエスシステム、時事通信社、産経新聞社、東京ニュース通信社、もっとおいしく生大根ダイエット/小学館、一般社団法人日本ドローンレース協会、Parot、Studio Cody、OKIR ACER、GBRON、一般社団法人日本スラックライン連盟（ドローン〜スラック→第17回）、ゴールドジム、ビースト村山、吉川望（ゴールド・ビースト・吉川→第18,19回）、今西泰彦、群司健、㈱クラブドアアスリートサポート（今西・群司・クラブ→第19回）、DANCERUSH STARDOM、株式会社コナミアミューズメント（DANCE・コナミ→第22-24回）
- 制作協力：D:COMPLEX、Gothic（Go→第10回）、共同テレビジョン、α・grid